# Alfred Lau
Alfred Lau (* 1. Oktober 1898 in Friedrichshof, Ostpreußen; † 15. Oktober 1971 in Bad Grund (Harz)) war ein deutscher Journalist und Mundartdichter.

## Leben
Seine Jugend verbrachte er bei den Großeltern in Tammowischken (1938–1946: Tammau, heute russisch: Timofejewka) bei Insterburg (Tschernjachowsk). Er promovierte und wurde 1924 Redakteur der Programmzeitschrift Der Königsberger Rundfunk. Er trat zum 1. August 1930 in die NSDAP ein (Mitgliedsnummer 280.081) und wurde Leiter vom Landesverband Ostpreußen des Reichsverbandes der Deutschen Presse. 1938 wurde er Intendant des Reichssenders Königsberg.
Zur Zeit des Nationalsozialismus war er Reichskultursenator, Chefredakteur der NS-Publikation Preußische Zeitung und Präsidialrat bei der Reichsrundfunkkammer. Zudem betätigte er sich als Gauredner im Gau Ostpreußen.

## Werke
- Beiträge auf der CD Heimatklänge aus Ostpreußen (Polar Film)
- mit Wilhelm Reichermann und August Schukat: Landbriefträger Trostmann erzählt   Un andre Jeschichtes op ostpreißisch Platt (Verlag Gerhard Rautenberg)